# Symbian Ltd.
Die Symbian Limited war ein englisches Softwareunternehmen mit Hauptsitz in London, das seit 2008 als Stiftung unter dem Namen Symbian Foundation weiterbesteht.
Die Symbian Ltd. [ˈsɪmbɪən] wurde im Juni 1998 als Konsortium der Unternehmen Ericsson, Motorola, Nokia und Psion gegründet. In den folgenden Jahren traten auch Panasonic, Siemens, Sony Ericsson und Samsung als Gesellschafter bei. Im Dezember 2008 übernahm Nokia alle Anteile an Symbian. Bereits im Juni 2008 hatte Nokia bekannt gegeben, dass man Symbian anschließend an eine neu gegründete Symbian Foundation abgeben wolle.

## Betriebssystem Symbian OS
Das Unternehmen entwickelt und vertreibt das Betriebssystem Symbian OS, welches auf EPOC basiert und Smartphones der Hersteller und Lizenznehmer BenQ, Ericsson, Fujitsu, LG, Mitsubishi, Motorola, Nokia, Panasonic, Samsung, Sendo, Sharp, Siemens und Sony Ericsson betreibt. Mit April 2006 sind nicht weniger als 100 verschiedene Smartphone-Modelle mit Symbian OS an über 250 große Netzbetreiber weltweit ausgeliefert worden. Zusammen sind seit dem Ericsson R380 im Jahr 2000 145 Millionen Symbian-Smartphones geliefert worden (Stand: Q2 2007).
Auf Symbian OS basieren verschiedene Benutzeroberflächen: Die meisten Geräte stammen von Nokia und sind mit der Benutzeroberfläche S60 (ehemals Series 60) ausgestattet. Die bekanntesten Geräte sind zurzeit in der Nokia Nseries (N70 – N73, N76, N78, N79, N80 – N82, N90 – N93, N95, N96, N97 etc.) und Eseries (E50, E51, E60, E61(i), E65, E66, E70, E71, E90 Communicator etc.) zu finden, aber auch andere Hersteller wie Samsung nutzen S60 in einigen Geräten. Darüber hinaus setzte Nokia noch Series 80 in der Communicator-Reihe und Series 90 (im Nokia 7710 Widescreen-Smartphone) ein – beide wurden jedoch durch S60 3rd Edition ersetzt. Nokia und Samsung verwenden mit S60 5th Edition inzwischen in einigen Geräten eine Sensorbildschirm-Variante, die sich sowohl mit einem Eingabestift als auch mit den Fingern bedienen lässt.
Eine weitere bekannte Benutzeroberfläche ist UIQ, die von verschiedenen Herstellern eingesetzt wird. Sony Ericsson nutzt UIQ in der P-Serie (P800, P900, P1i etc.), in der G-Serie (G700, G900) in der M-Serie (M600i) sowie in der W-Serie (W950i, W960i). Motorola kommt nach der Serie A900/A1000 mit dem RIZR Z8 basierend auf UIQ 3.0 auf den Markt. Zusätzlich kommt Symbian OS auch in geschlossenen Telefonen für den japanischen Markt zum Einsatz (FOMA-Handys).
Seit der Übernahme von Symbian Ltd. durch Nokia werden Komponenten von Symbian unter der Eclipse-Lizenz (quelloffen) zur Verfügung gestellt. Dadurch soll neben einer höheren Verbreitung eine gewisse Unabhängigkeit der Software-Anwendungen von der jeweiligen Benutzeroberfläche erreicht werden. Angestrebt wird vor allem auch der Aufbau einer Marktmacht gegenüber Windows Mobile, Linux mobile (Android, LiMo, Openmoko) und iOS (iPhone/iPod Touch/iPad).

## Software
Für Symbian OS gibt es weit über 8000 Anwendungen (E-Books, Office, Spiele, Tools, Wörterbücher etc.) von einigen tausend unabhängigen Software-Entwicklern (Independent Software Vendor) weltweit.